# Anlagenbau

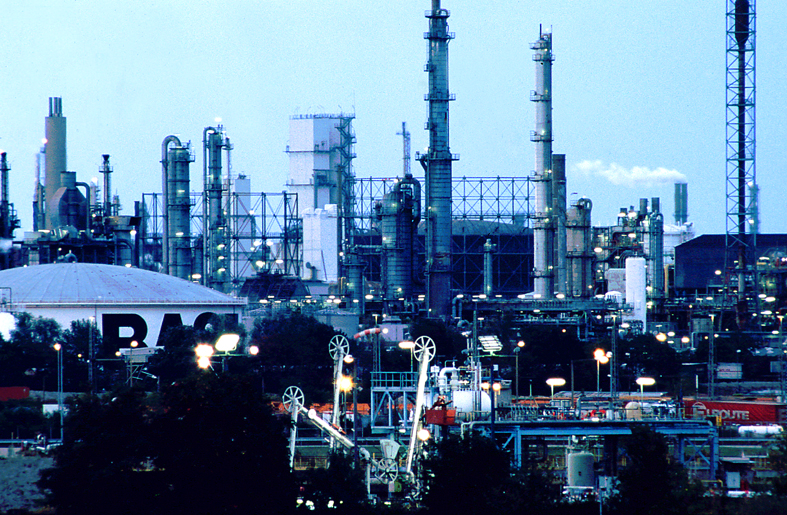
BASF-Werk in Ludwigshafen

Der Anlagenbau ist ein technischer Wirtschaftszweig, dessen Ziel es ist, technische Anlagen zu realisieren. Der Anlagenbau umfasst verschiedene technische Disziplinen, je nachdem um welche Art der Anlage es sich handelt. Typische Fachbereiche sind Verfahrenstechnik, Energietechnik, Versorgungstechnik, Produktionstechnik, Maschinenbau und Elektrotechnik. 
Im Anlagenbau werden technische Komponenten zu einem Gesamtsystem mit genau definierten Aufgaben kombiniert. Die Art und Anzahl der Aufgaben ergeben sich aus dem Gesamtprozess, der mit der Anlage unter vorgegebenen Randbedingungen realisiert werden soll. Zunächst müssen die Einzelschritte jedes Prozesses untersucht, ihre Beherrschung sichergestellt und die notwendige apparative Gestaltung entwickelt werden. Durch Zusammenschalten, Anpassen und Optimieren der technischen Komponenten entsteht dann das Konzept des Prozesses, das jedoch erst in Verbindung mit den entsprechenden Ver- und Entsorgungseinrichtungen (Utilities) und dem Steuerungs- und Überwachungskonzept zum vollständigen Anlagenkonzept wird. Überlegungen zur Entsorgung, Maßnahmen und Prozessschritte zur Abfallvermeidung, zur Abgas- und Abwasserreinigung und zur Arbeitssicherheit sind ebenfalls integraler Bestandteil eines tragfähigen Anlagenkonzeptes.
Die Abwicklung eines Auftrags im Anlagenbau kann als ein einmaliges Vorhaben angesehen werden, welches sich von der industriellen Serien- und Massenfertigung abgrenzen lässt. Sein Projektcharakter zeichnet sich durch die spezifischen Zielvorgaben, sowie eine zeitliche, finanzielle und personelle Begrenzung aus und variiert von Auftrag zu Auftrag.

## Phasen des Anlagenbauprozess
Der Entwicklungsprozess einer technischen Anlage kann in folgende typische Schritte gegliedert werden:
1. Verfahrens- bzw. Prozessentwicklung in Labor und Technikum einschließlich der entsprechenden Anlagenaufbauten sowie einer Hochrechnung auf den industriellen Maßstab (Scale-Up)
2. Ermittlung der administrativen, wirtschaftlichen und technischen Rahmenbedingungen sowie der Anforderungen des Anlagenbetreibers
3. Machbarkeitsuntersuchung mit technischem und wirtschaftlichem Vergleich verschiedener Konzepte. Diese Studie endet i. d. R. in einer go oder no go-Entscheidung, ob überhaupt eine Anlage gebaut wird.
4. Konzeptphase (Vorplanung), d. h. Auswahl des endgültigen Konzeptes und erste Schätzungen des technischen Anlagenumfanges, ggf. auch erste Kosten- und Terminschätzungen für das Investitionsprojekt.
5. Ausarbeitung des technisch und wirtschaftlich vorteilhaftesten Konzeptes und Ermittlung aller erwarteten Kosten und Einnahmen (Entwurfsplanung oder Basic Engineering)
6. Genehmigungsplanung zur Beschaffung der notwendigen Genehmigungen bei den zuständigen Behörden
7. Detaillierte Auslegung und genaue Beschreibung aller notwendigen Komponenten und Maßnahmen für die Realisierung (Ausführungsplanung oder Detail Engineering)
8. Anfrage der beschriebenen (spezifizierten) Komponenten und Leistungen
9. Angebotsvergleich und Bestellung
10. Bau der Anlage
11. Inbetriebnahme der Anlage
12. Nachweis der vereinbarten Leistungen der Anlage (Stoffumsatz, Energieumsatz, Qualität, Garantiedaten)
13. Übergabe der Anlage an den Betreiber

## Projekt-Controlling im Anlagenbauprozess nach VDMA Modell
Das Projektmanagement im Anlagenbauprozess lässt sich in fünf Projektphasen unterteilen, in denen technische und kaufmännische Aufgabenbereiche aufeinandertreffen. Die dargestellten Phasen beziehen sich auf das Modell der Phasen der Projektbearbeitung, welches durch den Arbeitskreis Hilpert, Rademacher, Sauter im Titel: Projekt-Management und Projekt-Controlling im Anlagen- und Systemgeschäft entstanden ist und 2001 durch den VDMA Verlag in Frankfurt am Main veröffentlicht wurde. 

### 1. Die Vorklärungsphase
Der Schwerpunkt der Vorklärungsphase liegt darin, dass Unternehmen neu auftretende Projekte intern beurteilen und anschließend in der Lage sind, aus den gewonnenen Erkenntnissen eine Aussage darüber tätigen zu können, ob eine weitere Bearbeitung des Projekts in Form einer Angebotserstellung sinnhaft erscheint. Um auftretenden Projekt-Risiken zu erfassen, versuchen Unternehmen auf einheitliche Beurteilungsmethoden zurückzugreifen, die sich in der Form von Nutzwert- oder Risikoanalysen widerspiegeln können. Diese Methodik dient zur Erstellung von detaillierten Datenblättern, die u. a. projektbezogene Checklisten, Zielsystementwürfe und Kunden-Gesprächsprotokolle umfassen können. Eine wichtige Entscheidungsgrundlage bildet das sog. Lastenheft des Kunden, in welchem dieser im Vorfeld seine eigenen Zielvorstellungen und Rahmenbedingungen an das Projekt ausformuliert hat und dem Auftragnehmer aushändigt. Neben dem Erstellen eines groben Konzepts in Bezug auf die vielfältigen technischen und wirtschaftlichen Aspekte eines Projektes sind Unternehmen bestrebt fortlaufend präzisierte Informationen zu gewinnen. Anhand der gesammelten Fakten ist es möglich, das Projekt aufgrund seiner Attraktivität für das Unternehmen einzuordnen und einen Vergleich zu weiteren offenstehenden Projektanfragen zu ziehen. Durch Präzisierung der Inhalte sowie die Berücksichtigung unternehmerischer Beurteilungskriterien lässt sich eine Entscheidung für oder gegen die Freigabe der Angebotsbearbeitung fällen, welche gleichzeitig den Abschluss der Vorklärungsphase bedeutet.

### 2. Die Angebotsphase
Mit einer positiven Entscheidung für die Freigabe der Angebotserstellung beginnt die Angebotsphase. In diesem Projektabschnitt werden neben der technischen und kommerziellen Klärung des Lastenheftes auch Arbeitsschritte wie die Ausarbeitung eines Projektstrukturplanes (PSP) initiiert, welcher sich maßgeblich auf das spätere Projektergebnis und den daraus resultierenden Projekterfolg auswirkt.
Der erste Teilabschnitt dieser Projektphase befasst sich mit der technischen und kommerziellen Klärung des Angebots. Als Grundlage dient dem Unternehmen das Lastenheft des Auftraggebers, aus dem sich, insofern diese Informationen vorgegeben werden, die gewünschten Spezifikationen der Anlage ableiten lassen. Nachdem diese technischen Angaben herausgefiltert worden sind, werden sie in Hinsicht auf ihre Realisierbarkeit und unter Beachtung gesetzlicher Vorschriften geprüft. Durch sein Know-how ist es dem Auftragnehmer an dieser Stelle möglich Optimierungsvorschläge an der geplanten Anlagenausführung einzubringen. Die kommerzielle Angebotsklärung bedarf der Festlegung von späteren vertraglichen Rahmenbedingungen, die beispielsweise die Lieferungs- und Zahlungsbedingungen oder Gewährleistungsgarantien umfassen. Im sogenannten internen Pflichtenheft werden alle Projekteigenschaften zusammengetragen, die durch die Angebotsklärung erarbeitet worden sind. Auf Basis des erstellten Pflichtenheftes ist es dem Auftragnehmer nun möglich das Projekt tiefgehender zu strukturieren. Hierbei wird das Projekt bzw. die gesamte Anlage selbst als ein Objekt betrachtet, welches sich in Teilanlagen und noch detaillierter in Baugruppen und Einzelteile aufgliedern lässt. Durch das Festlegen einzelner Teilobjekte ist es möglich Aufgabenpakete und Arbeitsschritte zu benennen, die zur Fertigung dieser Komponenten notwendig sind. Die Aufschlüsselung der Erzeugnisstruktur sorgt dafür, dass sich das Projekt in seiner Gesamtheit von Aufgabenpaketen in einem groben Projektstrukturplan (PSP) darstellen lässt. Er ermöglicht es den einzelnen Arbeitspaketen Befugnisse, Ressourcen, Verantwortlichkeiten und Terminierungen zuzuordnen und umfasst den gesamten Leistungs- und Lieferumfang des Projektes. Aufgrund seiner effizienten Strukturierung bildet er die Basis für kommende Projektphasen.
Auf die Projektstrukturierung folgen zwei parallel verlaufende Teilphasen. Die Angebotskalkulation beginnt mit der Abgabe von Schätz- und Richtpreisen und lässt sich mit fortschreitender Zeit zunehmend präzisieren. Auf Basis des erstellten PSP lassen sich die Gesamtkosten zur Erfüllung aller Aufgabenpakete ermitteln und somit die Herstellkosten der Anlage ableiten. Diese bilden neben den übergeordneten Sammelkosten die Grundlage, auf der ein Projektangebotspreis kalkuliert wird. Der PSP sorgt dafür, dass es dem Unternehmen gleichzeitig möglich ist eine Grobterminierungs- und Kapazitätsplanung für den Auftragsfall vorzunehmen. Die Grobterminierung richtet sich nach dem benötigten zeitlichen Umfang zur Bearbeitung der anstehenden Arbeitspakete und versucht diese mit den terminlichen Vorstellungen des Kunden zur Projektfertigstellung in Einklang zu bringen. Hierbei umfasst die Grobterminierung auch das Benennen von ersten Meilensteine, die sich auf anstehende Prozessaktivitäten in allen Aufgabenbereichen beziehen können.
Mit der Ausformulierung des Pflichtenheftes, der anschließenden Projektstrukturierung und der darauf aufbauenden Planung von Angebotspreisen und Terminierungen, ist der Auftragnehmer nun in der Lage ein erstes vollständiges Angebot abzugeben. Hierauf können die Vertragsverhandlungen, die über den weiteren Verlauf des Projekts entscheiden, mit dem Kunden eröffnet werden und die Angebotsphase gilt als beendet.

### 3. Die Übergabephase
Die Übergabephase bildet die Schnittstelle zwischen der Angebots- und Auftragsphase, welche nach positiven Vertragsverhandlungen eingeläutet wird. Um aufkommenden Missverständnissen und Fehlern bei der Projektabwicklung entgegenzuwirken, ist es wichtig, dass spätestens zu diesem Zeitpunkt ein funktionsfähiges Projektmanagement initiiert wird. Hierbei werden im sog. Handover-Meeting die Verantwortlichkeiten vom Vertrieb an das Management übertragen. Dies beinhaltet auch die Aushändigung von Projektprotokollen und Checklisten an das Management, die alle im Vorfeld erarbeiteten Projektdaten umfassen. Daraus folgt, dass dem Projektmanagement alle dem Vertrag zugrundeliegenden Daten zur Verfügung stehen und weitere Schritte in der darauffolgenden Ausführungsphase eingeleitet werden können.

### 4. Die Ausführungsphase
Das Kick-Off-Meeting, welches durch das Projektmanagement initiiert wird, gilt als Startpunkt der Ausführungsphase. Hierbei werden den Beteiligten Verantwortungen zugewiesen sowie Arbeitspakete definiert und mögliche Probleme identifiziert. Der Projektleiter spielt eine zentrale Rolle innerhalb der Aufbauorganisation. Er plant Arbeitspakete und weist damit den einzelnen Abteilungen Aufträge zu, die dann von den zuständigen Mitarbeitern bearbeitet werden. Somit ist der Projektleiter verantwortlich für die Koordination unternehmensinterner und -externer Tätigkeiten und federführend für die Planung, Steuerung und Überwachung des Projekts. Zusätzlich ist der Projektleiter während der Ausführungsphase für die Aktualisierung der Terminpläne und der Kalkulation zuständig und sorgt für eine lückenlose Dokumentation.
Ein entscheidender Faktor für ein erfolgreiches Projekt ist die Terminplanung. Aus der Grobplanung des Projekts ergibt sich die Feinplanung auf Basis des PSP. Dabei erfolgt die Vorgehensweise nach dem „Top-Down“ Prinzip, d. h., dass alle Termine und Aktivitäten des Projekts stufenweise verfeinert werden. Gleichzeitig ist zu berücksichtigen, dass interne und externe Projektbeteiligte rechtzeitig in die Planung involviert und damit Kapazitäten zeitunkritisch reserviert werden. Eine Zwischenkontrolle der Terminfortschritte sollte bei bereits im Vorfeld als zeitkritisch eingestufter Termine fortlaufend durchgeführt werden. Trotz sorgfältiger Vorplanung kommt es häufig zu Abweichungen, die eine ständige Aktualisierung des Terminplans erfordern. Der zuständige Projektmanager sollte daher den Fokus auf das Offenlegen von etwaigen Engpässen richten, um schon im Vorfeld die Wahrscheinlichkeit von Störelementen zu bemessen damit adäquate Gegenmaßnahmen eingeleitet werden können. Sinnvoll sind hierfür Rücksprachen mit den Fachabteilungen, um die Änderung termintechnisch einordnen zu können. Als hilfreich erweisen sich dabei Balkendiagramme und die Netzplantechnik, die auf Basis des PSP aufgestellt werden. Insbesondere die Netzplantechnik verdeutlicht den kritischen Pfad, auf dem alle Arbeitsvorgänge ohne Pufferzeit liegen. Bei Nichteinhaltung der Termine dieser Vorgänge kommt es zur Überschreitung des Endtermins. Dadurch ist eine Aktualisierung des Zeitplans notwendig und der Verzug muss den verantwortlichen Projektbeteiligten gemeldet werden.
Die Kostenplanung verfolgt das grundsätzliche Ziel, dass die vorhandenen Ist-Werte die kalkulierten Sollwerte nicht überschreiten sollen, um einem wirtschaftlichen Misserfolg vorzubeugen. So wird beispielsweise ein Vergleich zwischen geplanter und aktueller Bearbeitungszeit eines Aufgabenpakets gezogen. Wenn ein Mitarbeiter feststellt, dass er die veranschlagten Sollstunden nicht einhalten kann, wird der Projektleiter davon in Kenntnis gesetzt, um gegensteuernde Maßnahmen zu initiieren. Zur Überprüfung des wirtschaftlichen Erfolgs des Projektes bedient man sich der „Mitlaufenden Kalkulation“. Zunächst wird dafür die Angebotskalkulation in eine Auftragskalkulation umgewandelt, die wie der PSP aufgebaut ist. Bei Veränderung des Projektlieferumfangs wird der Sollwert der jeweiligen Kalkulationsposten neu berechnet. Die Kalkulation kann also nicht als starres Konstrukt betrachtet werden, sondern unterliegt einer gewissen Dynamik, die durch interne oder externe Änderungen hervorgerufen wird. Die aktualisierten Soll-Kosten werden regelmäßig mit den angefallenen Herstellkosten verglichen. Hier geht es nicht ausschließlich um den üblichen „Soll-Ist-Vergleich“, der Projektcontroller ist vielmehr an einem erweiterten „Soll-Wird-Vergleich“ interessiert, um die voraussichtlichen Kosten am Projektende beziffern zu können. Dies trägt zur Steigerung der Effektivität des Projektreporting-Vorgangs bei.
In der Projektdokumentation werden systematisch alle projektbezogenen Unterlagen gesammelt. Ein effektives Dokumentenmanagement ist unerlässlich für ein erfolgreiches Projekt, da die lückenlose Dokumentation oftmals eine Grundlage für Zahlungsfreigaben ist. Die unternehmensinternen Projektbeteiligten sollten unmittelbar auf technische und kaufmännische Dokumente zugreifen können, um den aktuellen Stand des Projektes zu erfahren. Dazu gehören Vertrags- und Planungsunterlagen, Sitzungsprotokolle, sowie Kalkulation und Statusberichte. Darüber hinaus kann jederzeit auf die gesammelten Daten zurückgegriffen werden, falls bereits in der Vergangenheit gelöste Probleme erneut auftreten. Diese Informationsrückgewinnung wird Information Retrieval genannt. Dem Auftraggeber werden die vertraglich ausgehandelten Daten zur Errichtung und zum Betrieb der Anlage ausgehändigt. Häufig umfassen die Unterlagen Dokumente zum Basic-Design (Basic-Engineering) bestehend aus Gesamtlayout, technologischem Verfahren und dem maschinen- bzw. elektrotechnischen Ausführungsteil. Dazu kommt das Detailed Engineering, das detaillierte Ausführungen zu den genannten Punkten des Basic Engineerings enthält. Layout, Terminplanungen und Zeichnungen sind darin spezifiziert. Des Weiteren werden Vorschriften zu Bedienung, Wartung und Instandhaltung dokumentiert. Der Projektmanager ist für eine lückenlose Gesamtdokumentation verantwortlich, indem er überwacht, dass alle Projektbeteiligten ihren Beitrag zur Dokumentation liefern.

### 5. Die Auswertungsphase
In der letzten Phase stehen der Projektabschluss und die Auswertung der dazugehörigen Dokumentation in Form eines Projektabschlussberichts im Fokus. Die Dokumentation soll in ihrer Gesamtheit alle positiven sowie negativen Verläufe des Projekts darstellen, die sowohl unter technischen als auch kommerziellen Aspekten betrachtet werden. Zweck ist es hierbei einen Erkenntnisgewinn zu schaffen, um den eigenen Erfahrungsschatz zu erweitern und damit Wiederholungsfehler vermieden werden. Die Auswertungsphase unterteilt sich zum einen in die rückblickende Ergebnisermittlung und zum anderen in den zukunftsbezogenen Know-how-Transfer.
Durch die Ergebnisermittlung entsteht ein Rückschluss auf die vorhergegangene Phase der Vorklärung, da nun unter gleichen Kriterien ein Vergleich zwischen erwarteten und tatsächlichem Projektergebnis gezogen werden kann. Die Auswertung unterscheidet dabei zwischen wirtschaftlichen, juristischen und technischen Gesichtspunkten des Projektergebnisses. Diese Form von Rückmeldung an alle Projektbeteiligten besitzt den Nutzen, das Projekt aufgrund gegenwärtiger Erkenntnisse einzuordnen. Die Ergebnisermittlung gibt einen Überblick über den Projekterfolg.
Der Vorgang des Know-how-Transfers verfolgt den Zweck, aus gegenwärtigen Projekterkenntnissen eine stetige Verbesserung für die Prozesse der Vorklärungs- und Abwicklungsphase in zukünftigen Projekten abzuleiten. Die Themenbereiche dieser Auswertung umfassen die Unterpunkte Standardisierung, Methodik, Organisation und Unternehmenskultur. Aus der Standardisierung sollen sogenannten Masterpläne hervorgehen, die im Sinne von Mustervorlagen kommende Projektabläufe verallgemeinern, um somit eine Zeit- und Kostenersparnis zu erzielen. Die Methodik stellt das Projektmanagement in den Fokus. Hierbei soll durch die Änderung von Handbüchern oder die Einführung von Weiterbildungsmaßnahmen die Zweckmäßigkeit der verwendeten Hilfsmittel verbessert werden. Unter dem Punkt Organisation werden Maßnahmen festgehalten, die zur Optimierung der Aufbau- und Ablauforganisation bei der Projektdurchführung beitragen sollen. Die Projektabwicklung soll beispielsweise dahingehend verändert werden, dass sich Kompetenzen und Informationsflüsse besser innerhalb der bestehenden Strukturen verteilen. Die Unternehmenskultur betrachtet den positiven oder negativen Einfluss von abgeschlossenen Projekten auf die Atmosphäre innerhalb des beteiligten Projektteams. Hierbei versucht man Erkenntnisse darüber zu gewinnen, wie sich einzelne Projekte auf das Betriebsklima auswirken und welche Mittel zu ergreifen sind, um die Unternehmenskultur nachhaltig zu optimieren.

## Anlagenvertrag
Wegen der großen Komplexität solcher Anlagen wurde rechtlich der Anlagenvertrag entwickelt, der von manchen als ein eigenständiger Vertragstyp betrachtet wird. Die bekanntesten international verwandten Vertragsmuster werden von der FIDIC (Fédération Internationale des Ingénieurs-Conseils) herausgegeben. Das sogenannte Silver Book wurde speziell für EPC-Turnkey-Projekte entwickelt. In den Vertragsmustern finden sich u. a. detaillierte Regelungen über die Risikoverteilung, die Abnahme und über Haftungsbeschränkungen. Zur Beilegung von Streitigkeiten wird ein Schiedsverfahren nach den Regeln der Internationalen Industrie- und Handelskammer in Paris vorgesehen.

## Anlagenbetreiber
Die Verfahrenstechnik ist zu einem erheblichen Teil an der gesamten Industrieproduktion der Welt beteiligt (BRD 1980: ca. 50 %). Insbesondere zählen hierzu die folgenden Industriezweige:
- Öl- und Gasindustrie
- Chemische und pharmazeutische Industrie
- Dünge- und Nahrungsmittelindustrie
- Stahlindustrie

## Größte Unternehmen
| Name                               | Herkunft               |
| ---------------------------------- | ---------------------- |
| Bechtel Corporation                | Vereinigte Staaten     |
| Fluor Corporation                  | Vereinigte Staaten     |
| Jacobs Engineering                 | Vereinigte Staaten     |
| KBR                                | Vereinigte Staaten     |
| McDermott International            | Vereinigte Staaten     |
| TechnipFMC                         | Frankreich             |
| Bilfinger                          | Deutschland            |
| Linde                              | Deutschland            |
| Exyte                              | Deutschland            |
| Thyssen-Krupp Industrial Solutions | Deutschland            |
| Chiyoda Corporation                | Japan                  |
| JGC Corporation                    | Japan                  |
| Toyo Engineering Corporation       | Japan                  |
| Wood Group                         | Vereinigtes Königreich |
| Petrofac                           | Vereinigtes Königreich |
| Saipem                             | Italien                |
| Técnicas Reunidas                  | Spanien                |
| GS                                 | Südkorea               |
| Hyundai                            | Südkorea               |
| Samsung                            | Südkorea               |
| SK                                 | Südkorea               |
| Daelim Industrial                  | Südkorea               |

### Bücher
- Sattler, Klaus; Kasper, Werner: Verfahrenstechnische Anlagen – Planung, Bau und Betrieb, WILEY-VCH Verlag Weinheim, 2000. ISBN 3-527-28459-1
- Hirschberg, Hans Günther: Handbuch Verfahrenstechnik und Anlagenbau – Chemie, Technik, Wirtschaftlichkeit, Springer-Verlag Berlin Heidelberg 1999, ISBN 3-540-60623-8
- Hilpert, Rademacher, Sauter (2001): Projekt-Management und Projekt-Controlling im Anlagen- und Systemgeschäft. Frankfurt a. M.: VDMA
- Lemiesz, D. (1991): Auftragsabwicklung im Maschinen- und Anlagenbau. Düsseldorf: VDI
- Malkwitz, A. (2017): Projektmanagement im Anlagenbau. Berlin: Springer
- Wagner, W. (2009): Planung im Anlagenbau. 3. Auflage. Würzburg: Vogel
- Weber, K. (2016): Engineering verfahrenstechnischer Anlagen. 2. Auflage. Dresden: Springer

### Artikel
- Lotz, Burkard: Haftungsbeschränkungen in Anlagenverträgen, ZfBR 2003, 424 ff

### Zeitschriften
- Chemie Technik – CT: Fachmagazin für Investitionsentscheider im chemischen Anlagenbau. Hüthig Verlag, Heidelberg, ISSN 0340-9961.
- cav chemie-anlagen+verfahren – Zeitschrift für Verfahrenstechnik, Anlagenbau, Apparatetechnik. Konradin Verlag, Leinfelden, ISSN 0009-2800.